# Bruno Schmidtsdorf
Bruno Schmidtsdorf (* 8. Juni 1908 in Eberswalde; † 28. Februar 1938 in Butowo) war ein deutsch-sowjetischer Schauspieler und Musiker der Kolonne Links.

## Leben
Bruno Schmidtsdorf stammte aus einer Arbeiterfamilie und besuchte in Eberswalde die achtjährige Volksschule.
Schmidtsdorf ging 1931 mit fünf anderen Mitgliedern der „Kolonne Links“ in die Sowjetunion. Sie fuhren mit dem Schiff von Bremerhaven nach Wladiwostok, von da aus mit der Transsibirischen Eisenbahn nach Moskau. Unterwegs gaben sie immer wieder Vorstellungen. Danach arbeitete er zeitweise in der Fabrik, teilweise mit dem Regisseur Gustav von Wangenheim. Bis 1935 war er Mitglied der Theater- und Agitpropgruppe „Kolonne Links“. 1935/36 spielte er mit Lotte Loebinger in dem im Moskauer Filmstudio „Meshrabpom“ von deutschen Exilanten gedrehten Film Kämpfer die Hauptrolle. Nach der Auflösung des „Meshrabpomstudios“ wechselte er zu „Soyusderfilm“. Mitte der 1930er Jahre erwarb er die sowjetische Staatsbürgerschaft. Seine Lebensgefährtin war Lina Gaiman.
Während des Stalinschen Großen Terrors verhaftete ihn das NKWD am 5. Februar 1938 unter dem Vorwurf der Mitgliedschaft in der frei erfundenen konterrevolutionären Organisation „Hitler-Jugend“. Am 20. Februar wurde er zum Tode verurteilt, am 28. Februar in der Nähe von Moskau erschossen.  Er wurde am 28. Juli 1958 rehabilitiert. Zuvor hatten sich die KPD-Funktionäre Pieck, Ulbricht und Wehner mit einem Parteiausschluss einverstanden erklärt.

## Filmografie
- 1934: Königliche Matrosen (Regie: Wladimir Braun)
- 1936: Аj-Gul (Regie: Juri Wassiltschikow und Dmitri Posnanski)
- 1936: Kämpfer (Regie: Gustav von Wangenheim)